# Rodino (rejon rodiński)
Rodino (ros. Родино) – wieś (sieło) w Rosji, w Kraju Ałtajskim, ośrodek administracyjny rejonu rodińskiego. W 2010 liczyła 8597 mieszkańców.